# On the Turning Away
«On the Turning Away» (с англ. — «Отвернувшись от всего», «Уходя от всего», «Отречение») — песня группы Pink Floyd с альбома 1987 года A Momentary Lapse of Reason, записанная пятым по счёту треком. Автор музыки — Дэвид Гилмор, автор текста — Энтони Мур. Вокальную партию в «On the Turning Away» исполняет Гилмор.
«On the Turning Away» была выпущена 14 декабря 1987 года в виде сингла (второго сингла с альбома A Momentary Lapse of Reason после «Learning to Fly»).

## О композиции
«On the Turning Away» является одной из трёх композиций на альбоме A Momentary Lapse of Reason, в написании текста для которой принимал участие Энтони Мур — музыкант группы Slapp Happy. В создании лирики песни «On the Turning Away» Энтони Муру активно помогал Гилмор.
Для «On the Turning Away» Ричард Райт исполнил сольную партию на клавишных, а Боб Эзрин и Джон Кэрин написали оркестровку, но Гилмор решил, что к этой композиции они не подходят и не включил их в окончательный вариант
«On the Turning Away».
Видеоклип к песне был снят на концерте в Атланте в ноябре 1987 года.

## Исполнение на концертах
«On the Turning Away» исполнялась на концертах мирового турне 1987—1989 годов в конце первой части выступления, состоящего в основном из композиций альбома A Momentary Lapse of Reason, и на некоторых концертах 1994 года.
Песня была включена в концертный сборник группы Delicate Sound of Thunder и в видеоверсию концерта Delicate Sound of Thunder, снятую режиссёром Уэйном Ишэмом. Концертный вариант композиции отличается от альбомной удлинённым вступлением на органе и более длительным гитарным соло в финале. В концертный альбом Pulse 1994 года и его видеоверсию P*U*L*S*E песня не вошла.
«On the Turning Away» была включена в концертный альбом Дэвида Гилмора Live in Gdańsk 2008 года в качестве бонус-трека — песня была записана 31 августа в Венеции во время концертного тура Гилмора 2006 года.

## Синглы
Сингл «On the Turning Away» был записан в версиях 7" и 12" на виниле и в CD-версии: 7-дюймовые и 12-дюймовые версии были выпущены как чёрного, так и розового цвета. На второй стороне сингла 7"-версии была записана композиция «Run Like Hell», на второй стороне сингла 12"-версии и CD-версии дополнительно к «Run Like Hell» был записан концертный вариант «On the Turning Away». Обе песни были записаны на концерте в Атланте 5 ноября 1987 года. Автор дизайна обложки сингла — Сторм Торгесон.
В британском чарте сингл поднялся до 55-й позиции, в чарте Billboard Hot Mainstream Rock Tracks достиг 1-го места 16 января 1988 года, продержавшись на этой позиции одну неделю.
| №  | Название               | Автор(ы)                     | Длительность |
| -- | ---------------------- | ---------------------------- | ------------ |
| 1. | «On The Turning Away»  | David Gilmour, Anthony Moore | 5:40         |
| 2. | «Run Like Hell (live)» | Gilmour, Roger Waters        | 7:30         |

| №  | Название                     | Автор(ы)                     | Длительность |
| -- | ---------------------------- | ---------------------------- | ------------ |
| 1. | «On The Turning Away»        | David Gilmour, Anthony Moore | 5:40         |
| 2. | «Run Like Hell (live)»       | Gilmour, Roger Waters        | 7:30         |
| 3. | «On The Turning Away (live)» | Gilmour, Moore               | 5:38         |

## Участники записи
- Дэвид Гилмор — гитара, вокал;
- Ник Мейсон — перкуссия;
- Ричард Райт — клавишные, бэк-вокал;
- Тони Левин — бас-гитара;
- Джон Кэрин — клавишные;
- Джим Келтнер — ударные;

видеоверсия концерта Delicate Sound of Thunder
Pink Floyd:
- Дэвид Гилмор — гитара, вокал;
- Ник Мейсон — ударные;
- Ричард Райт — клавишные, бэк-вокал;

а также:
- Тим Ренвик (Tim Renwick) — акустическая гитара;
- Джон Кэрин — клавишные, бэк-вокал;
- Скотт Пейдж (Scott Page) — гитара;
- Гай Пратт — бас-гитара;
- Гэри Уоллис (Gary Wallis) — ударные;
- Маргарет Тейлор (Margaret Taylor) — бэк-вокал;
- Рейчел Фьюри (Rachel Fury) — бэк-вокал;
- Дурга МакБрум (Durga McBroom) — бэк-вокал;